# 南清貴
南 清貴（みなみ きよたか、1952年 - ）は、日本のフードプロデューサー、一般社団法人日本オーガニックレストラン協会代表理事。元アミューズ所属。

## 略歴
舞台演出の勉強もかねて整体を学んだ影響で体と食の関係の重要さに気付き、栄養学を徹底的に学ぶ。
1995年6月、渋谷区代々木上原にオーガニックレストランの草分け「キヨズキッチン」を開業する。なお、阪神・淡路大震災とオウム真理教事件の影響、バブルがはじけた後の虚しさなどで飲食店をオープンさせるには最悪の時期でもあったとのこと。
2005年、「ナチュラルエイジング」というキーワードを打ち立てる。
2011年、岐阜県大垣市に転居。

## 主張・発言
- 外食や中食の「揚げ物総菜」は食べない[5]。
- コンビニおでんとコンビニおにぎりは食べたことはなく、今後も食べないとのこと[1][6]。

## 著書

### 単著
- 『じつは体に悪い19の食習慣・改訂版』ワニブックス【PLUS】新書
- 『頭のいい人は亜麻仁油を飲んでいる!』講談社
- 『究極のエイジングセラピー』KKロングセラーズ
- 『究極の食』講談社インターナショナル・中国語に翻訳した版あり。